# David Bek
David Bek (armensko: Դավիթ Բեկ), armenski plemič in vojskovodja, * ?, † 1728.
Bek je eden najslavnejših vojskovodij v zgodovini Armenije in armenskega osamosvojitvenega gibanja 18. stoletja, saj je zavrnil vdore Tatarov, Irana in Otomanov.